# شهرستان هورینگر
شهرستان هورینگر (به لاتین: Horinger County) یک منطقهٔ مسکونی در چین است که در هوهوت واقع شده‌است. شهرستان هورینگر ۳٬۴۰۱ کیلومتر مربع مساحت و ۱۸۷٬۰۰۰ نفر جمعیت دارد و ۱٬۱۰۰ متر بالاتر از سطح دریا واقع شده‌است.